# Hàm An
Hàm An (tiếng Trung: 咸安区; bính âm: Xián'ān Qū là một khu (quận) thuộc địa cấp thị Hàm Ninh, tỉnh Hồ Bắc, Trung Quốc.

### Nhai đạo
- Phù Sơn (浮山街道)
- Vĩnh An (永安街道)
- Ôn Tuyền (温泉街道)

### Trấn
| - Đinh Tứ Kiều (汀泗桥镇) - Song Khê Kiều (双溪桥镇) - Quế Hoa (桂花镇) - Mã Kiều (马桥镇) - Cao Kiều (高桥镇) | - Hoành Câu Kiều (横沟桥镇) - Hạ Thắng Kiều (贺胜桥镇) - Quan Phụ Kiều (官埠桥镇) - Hường Dương Hồ (向阳湖镇) |

### Hương
- Đại Mạc (大幕乡)